# Gordiano II
Marco Antonio Gordiano Semproniano Romano Africano, meglio noto come Gordiano II (latino: Marcus Antonius Gordianus Sempronianus Romanus Africanus; 192 circa – Cartagine, 12 aprile 238), è stato un imperatore romano per poche settimane nel 238, assieme al padre Gordiano I.

## Biografia

### Origini e carriera
Gordiano II era figlio dell'omonimo Marco Antonio Gordiano, l'imperatore Gordiano I e di madre sconosciuta; è però possibile che Gordiano II fosse colui il quale Filostrato dedicò la sua Vita dei sofisti: in tal caso la madre sarebbe una nipote di Erode Attico. Aveva una sorella Antonia Gordiana, che era la madre di Gordiano III.
La inaffidabile Historia Augusta è l'unica fonte della carriera pre-imperiale di Gordiano II. Certamente la sua memoria fu abbellita dopo la morte e quindi le informazioni sono dubbie e discutibili. Secondo questa fonte Gordiano servì come questore sotto Eliogabalo e come pretore e console sotto Alessandro Severo, oltre che comandante della Legio IIII Scythica e governatore dell'Acaia, oltre che console suffetto.
Nel 237, Gordiano II era andato nella provincia d'Africa (corrispondente più o meno all'odierna Tunisia) come legato sotto il comando del padre.

### Ascesa e caduta
All'inizio del 235, l'imperatore Alessandro Severo e sua madre Giulia Mamea furono assassinati da truppe ammutinate nella Germania meridionale. Il capo della ribellione, Massimino Trace, divenne imperatore malgrado l'avversione popolare e la contrarietà del Senato.
Spinto dai politici locali, vessati dalla politica finanziaria di Massimino, Gordiano I si rivoltò contro Massimino nel 238, a Thysdrus (moderna El Djem, in Tunisia) e fu acclamato imperatore il 22 marzo, a Thysdrus o a Cartagine. A causa della sua età avanzata (80 anni), Gordiano I volle che il figlio fosse associato al trono imperiale, acclamato co-augusto e che assumesse anche lui il titolo di Africanus; esiste la possibilità che Gordiano II fosse acclamato imperatore successivamente al padre, ma l'interpretazione corrente è che l'elevazione fu simultanea. Padre e figlio videro la loro nomina ratificata dal Senato e dalla maggioranza delle province, a causa della impopolarità di Massimino.
L'unica opposizione venne dalla confinante provincia di Numidia, il cui governatore, Capelliano, leale sostenitore di Massimino Trace, controllava l'unica legione della zona, la Legio III Augusta. Gordiano II raccolse delle milizie male addestrate e fronteggiò il nemico, ma perse la battaglia di fronte a Cartagine ed egli stesso cadde in combattimento. La notizia della sua morte indusse Gordiano I al suicidio.
Questa prima ribellione contro Massimino fu quindi un insuccesso ma, entro la fine del 238 il nipote (figlio della sorella Antonia Gordiana) sarebbe stato riconosciuto imperatore da tutto il mondo romano col nome di Gordiano III.